# Gascon noir
 (septembre 2015).
Si vous disposez d'ouvrages ou d'articles de référence ou si vous connaissez des sites web de qualité traitant du thème abordé ici, merci de compléter l'article en donnant les références utiles à sa vérifiabilité et en les liant à la section « Notes et références ».
Pour les articles homonymes, voir Gascon et Nègre (homonymie).
Le gascon noir, parfois connu sous le nom de parlar negre ou plus localement parlar negue ([parˈla ˈnøɣrə, parˈla ˈnøɣə], le « parler noir ») est une variété de gascon parlée dans la moitié occidentale du département des Landes, dans l'agglomération bayonnaise (où se parle une variante appelée gascon de Bayonne), ainsi que dans le sud-ouest de la Gironde (hors bassin d'Arcachon). 
C'est le parler du Pays de Born, du Marensin, du Maremne, du Seignanx, du Pays d'Orthe, de la Grande Lande, du val de l'Eyre et d'une partie de la Chalosse. On l'appelle également gascon maritime ou landais.
Il s'oppose au parlar clar (parler clair), usité plus à l'est et au nord.

## Réorganisation des phonèmes vocaliques
Le trait principal du parlar negre est sa propension à prononcer certaines voyelles de manière plus arrondie (et accessoirement, de manière plus fermée ou plus centralisée). Ainsi il y a une migration des phonèmes du gascon général vers de nouveaux phonèmes en parlar negre (phénomène de « transphonologisation »)
- Le phonème /e/ du gascon général devient /ø/ en parlar negre. On écrit toujours e (ou é) dans l'orthographe.
- Le phonème /ɛ/ du gascon général reste /ɛ/ en parlar negre.
- À cela s'ajoute un troisième phénomène qui englobe le parlar negre mais qui le dépasse très largement, puisqu'il s'étend à tout le gascon occidental (situé à l'ouest d'une ligne Pau-Agen) : les phonèmes finals et posttoniques /-e/ (noté -e dans l'orthographe) et /-ɔ/ (noté -a dans l'orthographe) ont fusionné vers un seul phonème /-ə/. Par opposition à cela, le gascon oriental, lui (à l'est de la ligne Pau-Agen), maintient clairement l'opposition phonologique entre /-e/ (noté -e) et /-ɔ/ (noté -a).

Il en résulte un schéma très intéressant pour les voyelles toniques du parlar negre, puisqu'il oppose trois séries équilibrées, avec deux degrés d'aperture chacune : 
- série palatale non arrondie, deux degrés d'aperture : 1º semi-fermé /e/ — 2º fermé /i/
- série palatale arrondie, deux degrés d'aperture : 1º semi-fermé /ø/ — 2º fermé /y/
- série vélaire, deux degrés d'aperture : 1º semi-ouvert /ɔ/ — 2º fermé /u/
- ...en plus de la voyelle centrale et ouverte /a/.

Ce schéma équilibré du parlar negre est une solution intéressante car elle résout le déséquilibre des voyelles qui caractérise le gascon général (et l'occitan général), où chacune des trois séries a des degrés d'aperture assez disparates : 
- série palatale non arrondie, trois degrés d'aperture : 1º semi-ouvert /ɛ/ — 2º semi-fermé /e/ — 3º fermé /i/
- série palatale arrondie, un degré d'aperture : 1º fermé /y/
- série vélaire, deux degrés d'aperture : 1º semi-ouvert /ɔ/ — 2º fermé /u/
- ...en plus de la voyelle centrale et ouverte /a/.

## Représentations sociologiques
Le terme parlar negre (« parler noir ») est donc très relatif : il vient sans doute des locuteurs qui parlent le parlar clar (« parler clair ») et qui s'imaginent que le parlar negre serait « obscur ». En réalité, le parlar negre n'a rien d'obscur et présente au contraire un rééquilibrage parfaitement logique des phonèmes vocaliques, ce qui économise l'effort articulatoire. 
En outre, la communication se fait sans difficulté entre les locuteurs du parlar negre et ceux du parlar clar. En effet, les schémas vocaliques des deux systèmes (parlar negre et parlar clar) sont reliés par des correspondances régulières (diasystème).